# Lucien Démanet
Georges Lucien Démanet (Franciaország, Nord, Limont-Fontaine, 1874. december 6. – 1979. március 6.) francia tornász.
Indult a párizsi 1900. évi nyári olimpiai játékokon tornában. Ezen az olimpián csak egy versenyszám volt, a egyéni összetett. Bronzérmes lett.
Az 1920. évi nyári olimpiai játékokra, Antwerpenbe 45 évesen visszatért egy torna versenyszámba. A csapat összetettben versenyzett és bronzérmes lett.
Klubcsapata a Hautmont-i Société de Gymnastique La Hautmontaise volt.